# Custódia (ort)
Custódia är en ort i Brasilien.   Den ligger i kommunen Custódia och delstaten Pernambuco, i den östra delen av landet, 1 400 km nordost om huvudstaden Brasília. Custódia ligger 540 meter över havet och antalet invånare är 18 107.
Terrängen runt Custódia är huvudsakligen platt, men åt nordväst är den kuperad. Det finns inga andra samhällen i närheten.
Omgivningarna runt Custódia är huvudsakligen savann. Runt Custódia är det ganska glesbefolkat, med 26 invånare per kvadratkilometer.